# 莫伊瑟尔巴赫-施瓦茨米勒
莫伊瑟尔巴赫-施瓦茨米勒（德語：Meuselbach-Schwarzmühle，發音：[ˈmɔʏzl̩ˌbax ˈʃvaʁtsˌmyːlə]）是德国图林根州萨尔费尔德-鲁多尔施塔特县曾经的一个市镇，面积7.52平方千米，2017年12月31日人口为1,064人。2019年1月1日，莫伊瑟尔巴赫-施瓦茨米勒与另外2个市镇合并为新市镇施瓦察塔尔。